# جیمز پارکس (هنرپیشه)
جیمز پارکس (انگلیسی: James Parks؛ زادهٔ ۱۶ نوامبر ۱۹۶۸) هنرپیشه اهل ایالات متحده آمریکا است. 